# Körperpeeling
Körperpeelings enthalten eine Schmirgelsubstanz – z. B. Salzkristalle oder feiner Seesand –, um die Haut von Schuppen zu befreien. Sie werden meist als Creme oder Lotion angewendet.
Das Körperpeeling wird nach dem Duschen mit kreisenden Bewegungen auf die noch feuchte Haut einmassiert, dabei werden besonders die Ellbogen, Knie und Fersen in die Massage mit einbezogen. Dadurch wird die Durchblutung angeregt und Hautschüppchen werden entfernt. Die Haut wird geglättet. Danach wird das Peeling abgeduscht und eine Körperlotion aufgetragen.

Körperpeelings werden insbesondere angewendet, bevor eine Selbstbräunungscreme aufgetragen wird. Insgesamt sollte das Peeling maximal ein- bis zweimal in der Woche angewendet werden.

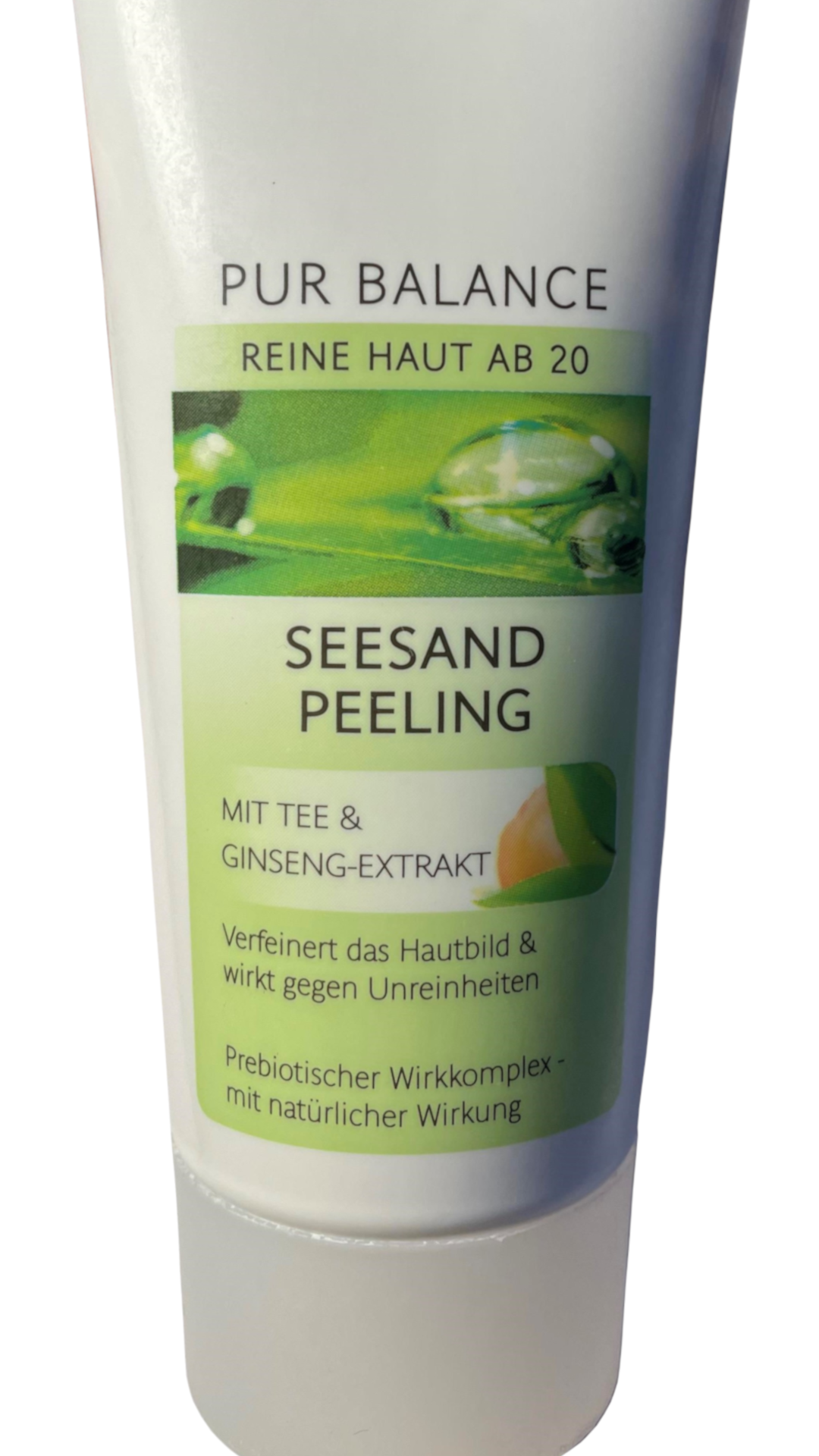
Körperpeelings sind in Form von Cremes oder Lotions erhältlich.
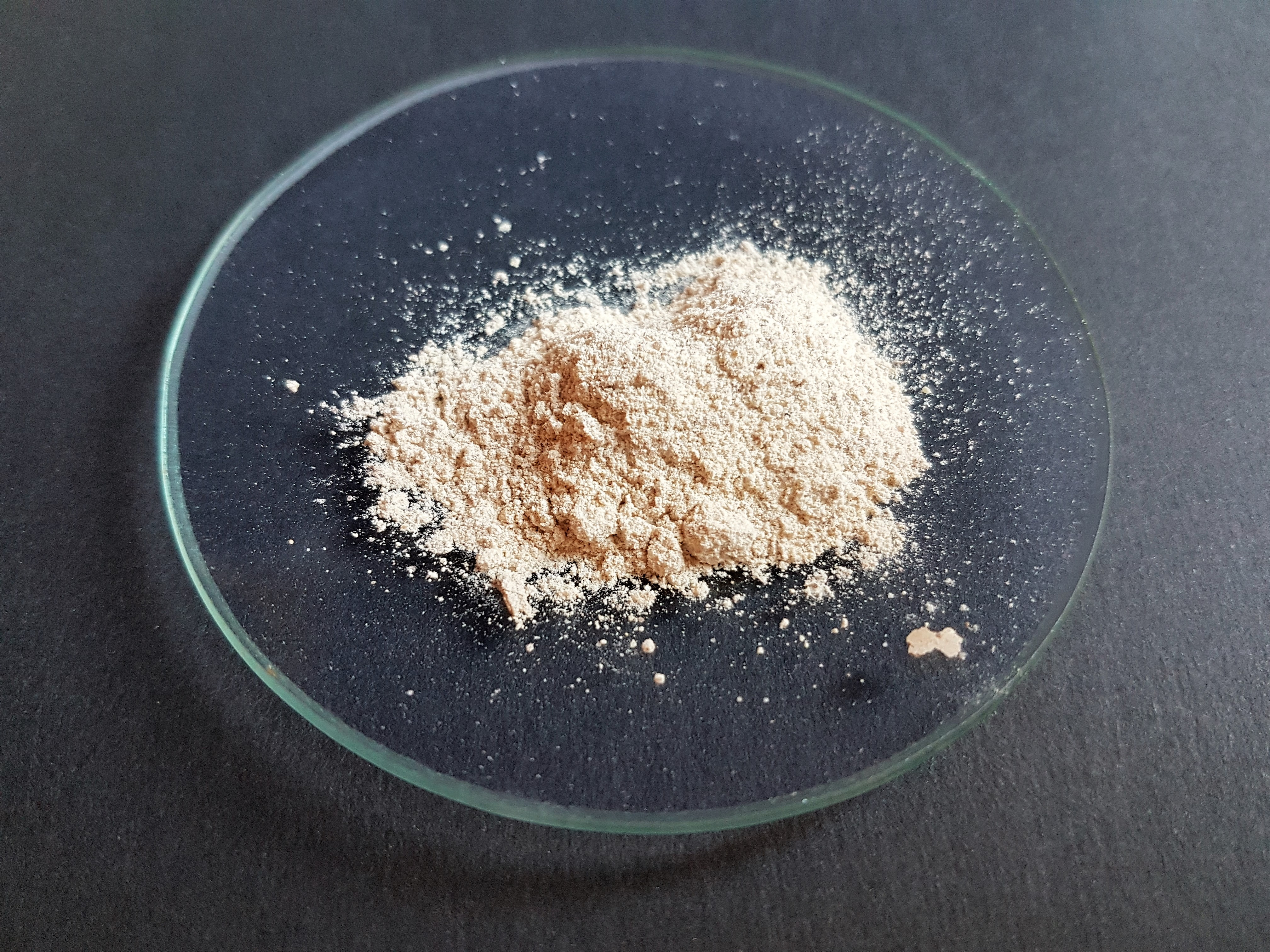
Seesand-Mandelkleie-Gemisch als pulverförmiges Peeling
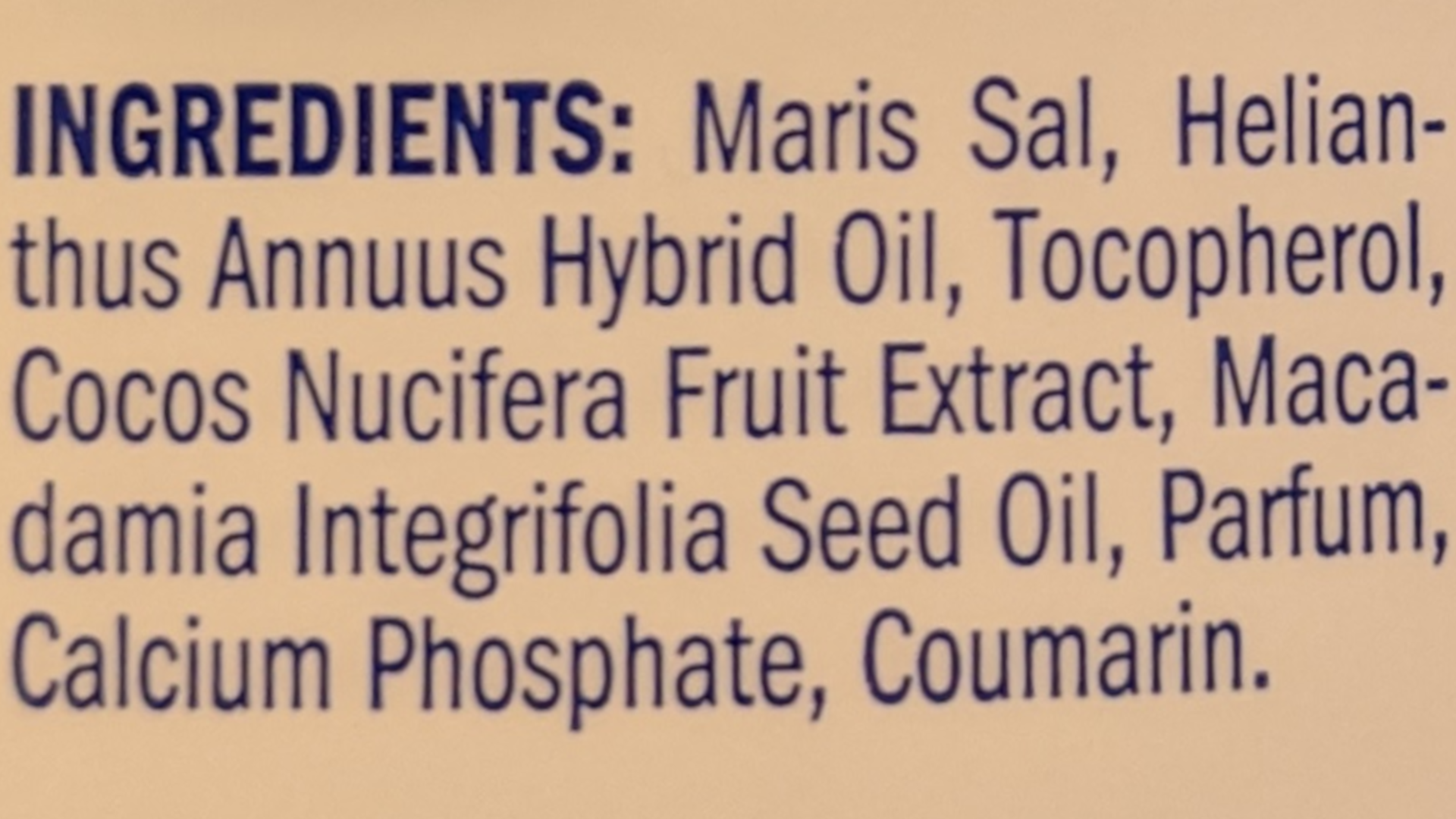
INCI-konforme Angabe der Inhaltsstoffe eines Körperpeelings (Beispiel)